# Ntare Ier
Ntare Ier Kivimira Savuyimba Semunganzashamba Rushatsi Cambarantama (ca 1680 ou 1710) serait le fondateur présumé de la monarchie ganwa du Burundi.

## Biographie
Il était un descendant légendaire de la famille Ntwero et était probablement le premier roi du Burundi.
Il existe deux principales légendes fondatrices pour le Burundi. Les deux suggèrent que la nation a été fondée par un homme du nom de Cambarantama. Une légende le dit originaire du Rwanda. L'autre version, plus courante dans le Burundi précolonial, le dit originaire de l'Etat du sud de Buha.
Afin de célébrer ce grand roi, "NTARE RUSHATSI, The Lion and the Sheep" Un court métrage d'animation 2D acclamé par la critique sur la vie du roi Ntare Rushatsi a été créé par Nifasha Florian, réalisateur burundais en 2019.